# Afyonkarahisar (provinca)
Provinca Afyonkarahisar, tudi enostavno Afyon, je provinca, ki se nahaja v zahodni Anatoliji v Turčiji ob Egejskem morju. Središče province je mesto Afyonkarahisar.

## Okrožja
- Afyonkarahisar
- Başmakçı
- Bayat
- Bolvadin
- Çay
- Çobanlar
- Dazkırı
- Dinar
- Emirdağ
- Evciler
- Hocalar
- İhsaniye
- İscehisar
- Kızılören
- Sandıklı
- Sinanpaşa
- Sultandağı
- Şuhut

Koordinati:   38°39′06″N, 30°40′12″E